# パンチアウト!!
『パンチアウト!!』（英: Punch-Out!!）は、1984年に稼働した任天堂のボクシングゲーム。
第1作はアーケードゲームとして登場し、後に家庭用機種向けの続編も発売された。この項目では、同名タイトルで発売されたアーケード版、ファミリーコンピュータ版、Wii版について記載する。

## 基本システム
World Video Boxing Association（W.V.B.A）の挑戦者であるボクサーを操作し、世界チャンピオンを目指すゲーム。シリーズ全般の操作方法は、2つのボタンと上方向入力の組み合わせによるボディ/顔面に向けての左右パンチの打ち分けによる攻撃が可能で、作品ごとに特定条件を満たすと大ダメージの必殺パンチを繰り出せるシステムも存在する。防御行動は作品によって若干異なるが、方向入力による左右スウェーとブロック、ダッキングが可能。
相手の動きの癖や行動パターンを見極め「相手の攻撃を避けきってから攻撃するアウェイ&ヒット」「相手が攻撃する瞬間にカウンターで合わせる」ことが攻略のセオリーとなる。基本は前者の戦法が有効だが、相手によっては後者を使わないと勝てない場合がある。
ファミリーコンピュータ版とWii版ではスタミナの概念があり、パンチを空振りした時や、相手の攻撃を受けたりブロックするとハートの数が減少し、0になると疲れてパンチが出せなくなる。0になった時に相手の打撃を回避するか、2ラウンドまでならラウンドが終了することで回復する。
キャラクターの体力が0になるとダウンし、10カウントに達するまでに起き上がれなければKO、1ラウンド中に3回ダウンするとTKOで試合終了となる。自キャラがダウンした場合はボタン連打で再起し、体力が一定量回復した状態で試合続行できる。
アーケード版2作とスーパーファミコン版『スーパーパンチアウト!!』では3分以内に相手をKOできなければゲームオーバー。それ以外の作品では1ラウンド3分の3ラウンド制で、決着がつかなかった場合は審判による判定で勝敗が決まる。なお、スーパーファミコン版『スーパーパンチアウト!!』を除きラウンドの経過時間は倍速であり、実際には3分よりも短い。

## アーケード版
1984年稼働開始。アメリカの業務用ゲーム市場での展開を念頭にニンテンドー・オブ・アメリカのスタッフによる監修を受け制作された作品であり、アメリカ受けを意識した作風となっている。直接の続編として『スーパーパンチアウト!!』が存在する。
筐体は得点・ステータス表示のUI画面とキャラクター表示画面の2画面を搭載したアップライト筐体。自キャラクターは背面頭部付近からの俯瞰構図になっており、ワイヤーフレームで描画されている。
マリオ・ルイージ・ドンキーコング・ドンキーコングJr.が観客としてカメオ出演している。
2018年3月30日よりハムスターが展開している『アーケードアーカイブス』としてNintendo Switchで配信された。

### システム
アーケード版ではキャラクター表示画面上部に表示されているパワーメーターが多いほどパンチが強力になる。パワーメーターはパンチが命中すると増加、空振りや相手のパンチを受けると減少。最大になっている間は強力なノックアウトパンチ（フックまたはアッパーカット）が使用可能になる。
本作のブロックは上段・下段で使い分けできる。なお、後作にあるダッキングは実装されておらず、次作『スーパーパンチアウト!!』からの実装である。

### 対戦相手
GLASS JOE（グラス・ジョー）
フランス・パリ出身。最弱の相手で1周目は特徴がないが、2周目ではかなりの強敵となっている。
ファミコン版では金髪になっている。スーパーファミコン版では、ほぼ同じ扱いの「ガビー・ジェイ（出身地とイニシャルが同じ）」がいる。Wii版にも登場する。
PISTON HURRICANE（ピストン・ハリケーン）
キューバ・ハバナ出身。上下交互に攻撃を仕掛ける「ピストン・ラッシュ」が必殺技。特に2周目では攻撃回数が増えており、ガードしている間にタイムアップになってしまうこともある。
ファミコン版には登場していないが、ほぼ同じ性質を持つ「ピストン本田」がいる。スーパーファミコン版では、大幅なデザインチェンジがなされている。
BALD BULL（ボールド・ブル）
トルコ・イスタンブール出身。後ろに下がったあと、飛び跳ねながら主人公に近づき強烈なアッパーを放つ「ブルチャージ」が必殺技。2周目では飛び跳ねる途中で一時停止するというフェイントもある。
アーケード版の続編を除く全ての作品に登場しており、まさにシリーズにおいての敵選手を代表するキャラクターである。
KID QUICK（キッド・クイック）
アメリカ・ニューヨーク州ブルックリン出身。名前の通り小柄で、段々に攻撃スピードが上がっていくという特徴を持つ。
後の作品には一切登場していないが、Wii版には彼の特徴を引き継いでリファインされたような、ディスコ・キッドというキャラクターがいる。
PIZZA PASTA（ピッツァ・パスタ）
イタリア・ナポリ出身。クリンチを仕掛けて来ることがあり、レフェリーのブレイクのコールで離れた瞬間にアッパーカットを出す。またダウンから起き上がって急にラッシュを仕掛けるなど、厄介な対戦相手である。
キッド・クイック同様彼自身は後の作品には一切登場していないが、スーパーファミコン版にはほぼ同じ性質を持つアラン・ライアンという選手が登場している。
MR. SANDMAN（Mr.サンドマン）
アメリカ・ペンシルベニア州フィラデルフィア出身。世界チャンピオンであり、本作のラストボス。三連続のアッパーカットは非常に強力。
ボールド・ブルと同じくアーケード版の続編を除く全ての作品に登場している。
なお1周クリア後はチャンピオン防衛戦扱いでプレイヤーが負けるまでゲームが続くが、対戦相手の行動パターンも増え1周目に比べて難易度が増す。

## ファミリーコンピュータ版
1987年に開催された任天堂の公式企画「第2回 ファミリーコンピュータ ゴルフトーナメント」（『ゴルフUSコース』を使用したスコアランキング大会）の上位入賞者および全参加者対象の抽選の当選者への賞品用に制作・配布された。賞品版は金色で形状がやや大きめ（ファミリーベーシックと同サイズ）の特製カートリッジとなっている。
後に当時ボクシングヘビー級チャンピオンだったマイク・タイソンを最終対戦相手として追加した『マイクタイソン・パンチアウト!!』として1987年11月21日に一般販売された。こちらは通常と同じサイズで黒色のカートリッジとなっている。
また、日本国外では1990年にタイソンをオリジナルキャラのMr.ドリームに差し替えた再販版も発売された。他機種への移植版や『大乱闘スマッシュブラザーズ for Wii U』の名作トライアル（体験版）、海外で発売されたNintendo Classic Miniに収録されているのはこの再販版である。なお、ファミリーコンピュータ Nintendo Switch Onlineでは日本のみ賞品版が配信されている。
マリオがレフェリーとして登場している。

### システム
ファミコン版では上述の基本システムで解説したスタミナの概念と、アッパーカットが使用できるスターのシステムがある。スターは特定のタイミング（相手が油断している時やカウンターでパンチを当てた時など）に獲得でき、スターを1つ消費してアッパーカットを放つことができる。相手の攻撃を受けるとスターが減り、ダウンすると0になる他、ラウンド毎の持越しはできない。
インターバル中にセレクトボタンを押すと、ドック・ルイスの応援が入り体力を回復することができる。
3ラウンドで決着がつかなかった場合は判定にもつれ込み、試合中に獲得した得点が規定値（対戦相手によって異なる）より上回っていれば判定勝ちできる。ただし、ホームタウンディシジョンでマックに不利な判定として規定値が高く設定されており、中には判定勝ちすることができない相手もいるので、TKOとKOでの勝ちを目指すのがこのゲームの基本となる。
ステージはMINOR CIRCUIT、MAJOR CIRCUIT、WORLD CIRCUITに分かれており、それぞれランカーとの対戦を行いランク1位の選手に勝利するとチャンピオンとの対戦となる。チャンピオンに勝利すると次のステージへと進む。敗北するとその前の相手に戻される。

次のステージに進む際、訓練ムービーが流れた後10桁のパスキーが表示され、タイトル画面のコンティニューでパスキーを入力すると次のステージからゲームを再開できる。

賞品版以外のバージョンではWORLD CIRCUIT制覇後にマイク・タイソン/Mr.ドリームと対戦するDREAM MATCHに挑戦できる。各ステージで通算3敗またはDREAM MATCHで敗北するとゲームオーバーとなる。

### 登場人物
リトル・マック
アメリカ・ニューヨーク州ブロンクス出身。本作の主人公。喧嘩っ早い白人青年。黒いランニングシャツを着用している。
対戦相手の2分の1ほどの大きさしかない。体格差の設定に関してFC版では理由説明がなされていなかったが、後述のWii版においては身長172センチメートルと設定され「アメリカ人としては背が低いが飛びぬけて小さいわけではなく、対戦相手が巨大である」となっている。
ドック・ルイス
マックのトレーナーである黒人男性。以前は有名なヘビー級ボクサーだったが、引退後は酒浸りの毎日を送っていた。しかしリトル・マックとの偶然の出会いをきっかけに酒を断ち、彼をボクシングチャンピオンにするために立ち上がる。
ラウンド間に対戦相手の情報を教えてくれるが、「JOIN THE NINTENDO FUN CLUB TODAY!MAC!（訳：任天堂ファンクラブにでも入るか、マック!）」や「DANSIN LIKE A FLY BEAT LIKE A MOSQUITO!（訳：ハエのように舞い、蚊のように刺せ!）」など冗談を言うこともある。

#### 対戦相手
対戦相手は市販バージョンのみ登場するマイク・タイソン、日本国外再販版およびVC版のみ登場するMr.ドリームを除いて10人。ゲーム中複数回対戦する相手もおり、その際には行動パターンが変化する。また、グラフィックの顔以外のパーツが共有されておりグラフィック・モーション上コンパチに当たるキャラクターが2人ずつ存在している。以下、該当するキャラクターを「○○タイプ」と表記する。
グラス・ジョー（GLASS JOE） - グラス・ジョータイプ
フランス・パリ出身、38歳、110ポンド、1勝99敗1KO。最初の相手だけあって非常に弱い。
フォン・カイザー（VON KAISER） - フォン・カイザータイプ
西ドイツ・ベルリン出身、42歳、144ポンド、23勝13敗10KO。「ドイツの鋼鉄マシーン」という異名を取る（VC版HPより）。
ピストン本田（PISTON HONDA） - オリジナル（一般販売版ではピストン本田タイプ）
日本・東京出身、28歳、174ポンド、26勝1敗18KO。リーゼントヘアに太い眉毛が特徴。入場曲は「さくらさくら」。
ドン・フラメンコ（DON FLAMENCO） - グラス・ジョータイプ
スペイン・マドリード出身、23歳、152ポンド、22勝3敗9KO。マリオの髪型を気に入っているらしい。入場曲は『カルメン』「前奏曲」。
キング・ヒッポー（KING HIPPO） - オリジナル
南太平洋・ヒッポーアイランド出身、18勝9敗18KO。年齢、体重不詳。王冠を被った巨漢のボクサーで、鉄壁の防御を誇る。
攻略のヒントは、インターバル時のドックのアドバイスに隠されている。パンチを受けるとズボンが脱げる演出がある。
なお、彼は自分の体重が重すぎて自力で起き上がれないため1回ダウンさせればこちらの勝利となる。
グレート・タイガー（GREAT TIGER） - フォン・カイザータイプ
インド・ボンベイ出身、29歳、132ポンド、24勝5敗3KO。父親は名の知れた魔術師だったらしい。
ボールド・ブル（BALD BULL） - ボールド・ブルタイプ
トルコ・イスタンブール出身、36歳、298ポンド、34勝4敗29KO。ドック・ルイスを馬鹿にしている。
ソーダ・ポピンスキー（SODA POPINSKI） - ソーダ・ポピンスキータイプ
ソビエト連邦・モスクワ出身、35歳、237ポンド、33勝2敗24KO。酒豪のため、身体が真っ赤になっているが、試合前に飲んでいるのはソーダである。唯一のサウスポー。
Mr. サンドマン（Mr. SANDMAN） - ボールド・ブルタイプ
アメリカ・ペンシルベニア州フィラデルフィア出身、31歳、284ポンド、27勝2敗21KO。
スーパー・マッチョマン（SUPER MACHOMAN） - ソーダ・ポピンスキータイプ
アメリカ・カリフォルニア州ハリウッド出身、27歳、242ポンド、35勝0敗29KO。自身の肉体を気に入っている。ラリアットのような大振りの連続パンチが強烈。賞品版における最後の相手。
マイク・タイソン（MIKE TYSON） - ピストン本田タイプ
アメリカ・ニューヨーク州キャッツキル出身、21歳、220ポンド、31勝0敗27KO。『マイクタイソン・パンチアウト!!』のみに登場する。
Mr.ドリーム（Mr. DREAM） - ピストン本田タイプ
ドリームランド出身、99勝0敗99KO。日本国外再販版およびVC版『パンチアウト!!』のみに登場。
なお、マイク・タイソンとMr.ドリームの台詞は同じである。

### 移植版
| No. | タイトル                                      | 発売日                                                    | 対応機種        | 発売元 | メディア                              | 備考                                                   |
| --- | --------------------------------------------- | --------------------------------------------------------- | --------------- | ------ | ------------------------------------- | ------------------------------------------------------ |
| 1   | どうぶつの森+                                 | 2001年12月14日 2002年9月15日 2003年10月17日 2004年9月24日 | ゲームキューブ  | 任天堂 | 8cm光ディスク                         | 日本国外再販版の移植。                                 |
| 2   | パンチアウト!!                                | 2007年4月3日 2007年3月30日 2007年4月16日                  | Wii             | 任天堂 | ダウンロード （バーチャルコンソール） | 日本国外再販版の移植。                                 |
| 3   | パンチアウト!!                                | 2012年2月1日 2012年3月1日 2012年3月8日                    | ニンテンドー3DS | 任天堂 | ダウンロード （バーチャルコンソール） | 日本国外再販版の移植。                                 |
| 4   | パンチアウト!!                                | 2013年6月5日 2013年4月27日 2013年3月20日                  | Wii U           | 任天堂 | ダウンロード （バーチャルコンソール） | 日本国外再販版の移植。                                 |
| 5   | ファミリーコンピュータ Nintendo Switch Online | 2019年4月10日                                             | Nintendo Switch | 任天堂 | ダウンロード                          | 日本のみ賞品版の移植。他地域では日本国外再販版の移植。 |

## Wii版
2009年にWiiで発売。カナダのNext Level Gamesが開発している。画面は3Dでトゥーンレンダリングを用いる。
Wii版はWiiリモコンとヌンチャクを振ってパンチが出せる他、バランスWiiボードによる防御行動（スウェー・ブロック・ダッキング）と合わせて体全体で操作するスタイルが可能になっている。また、Wiiリモコン横持ちによるボタン操作にも対応している。
Wii.comやみんなのニンテンドーチャンネルで、FC版の大ファンだったという芸人・バカリズムのプレイ動画を公開した。
2015年6月24日にはWii UでWiiディスクソフト ダウンロード版が配信された。

### システム
Wii版のシステムはおおむねファミコン版と同じで、スタミナの示すハートと、特定タイミングでパンチを当てると獲得できるスターのシステムが存在。アッパーカットは「スターパンチ」となり、すべてのスターを消費して放つアクションとなった。保持数（最大3つまで）に応じて威力が増加するが、相手のパンチを受けるとスターが0になってしまう。
また、相手ごとに特定箇所にカウンターによるダウン確定ポイントが存在し（一定以上の星の数のスターパンチが条件になることも）、中には決めた瞬間、相手を一発KOできるポイントもある。一例を挙げるとグラス・ジョーは挑発した後の元の位置に戻る瞬間にパンチを当てるとダウンが確定し、MAXスターパンチで決めると一発KOになる。
ワールドサーキットまでを一通り制覇すると「チャンピオン防衛戦」となり、これまでの相手が強化された状態で再登場する。行動パターンの追加・変更・強化の他に攻撃速度が上がり、ほとんどの相手がパンチにディレイでタイミングをずらしたり、フェイントをかけてくる。
防衛戦をクリアすると、3敗するまでランダムに相手が登場し続ける「ラストスタンド」に突入。3回負けるとエンディングとなる。ラストスタンドはドンキーコングを含めた防衛戦仕様の対戦相手全員からランダムに選出される。対戦中はポーズ画面やホームボタンでリトライなどの対戦を抜ける行為が不可能。また、エンディング後のエキシビジョンモードにもドンキーコングとの対戦が追加される。
ラストスタンドで一定回数勝利すると、すべての攻撃が一撃ダウンになるチャンピオンモードがエキシビジョンモードで選択可能になる。

### 登場人物
キャラクターに関しては一部新たに設定し直された要素がある。各選手ごとに身長や体重についても設定された他、登場人物は出身地に対応した言語を喋るようになった。
リトル・マック（Little Mac）
声 - Matt Hardy
アメリカ・ブロンクス出身、17歳。身長172cm、体重48kg。
設定では対戦相手全員よりも小柄であり、この設定と遠近法によりFC版であった極端な体格の差を忠実に再現している。
対戦モードでは「ギガ・マック」という変身形態が登場。相手プレイヤーから一定数のカウンターヒットを決めると筋骨隆々しい姿に変身・巨大化。この時はシングルプレイにおける相手選手さながらの巨大キャラクターとなり、スタミナ消費なしで高威力の一撃を発揮できるが、避けられると大きな隙を晒し、シングルプレイ同様のラッシュを決められてしまう。
ドック・ルイス（Doc Louis）
声 - Riley Inge
リトル・マックのトレーナー兼セコンドであり、元ヘビー級ボクサー。性格の陽気さが強調され、試合時のジョークの種類も増加。チョコバーが好物とされ、ジョークに関しても食べ物ネタが多い。
日本国外限定のWiiウェア版ではスパーリングの相手を務める。現役時代から全く衰えていないフットワークを見せ、マックよりも数段強力な一撃必殺のスターパンチを繰り出す。体力が減ってくるとチョコバーを食べて体力を回復する。チョコバーを弾き飛ばされると激怒し、服を一枚脱いで本気になる。
グラス・ジョー（Glass Joe）
声 - Christian Bernard
フランス・パリ出身、38歳、1勝99敗1KO。身長178cm、体重49kg。
対戦相手ではもっとも小柄で、リトル・マックの体格に近い。気弱そうな顔つきで凄まじいまでの敗戦戦績を持っている。一度だけKO勝ちしているようだが、相手が誰かは不明。テーマ曲はフランス国歌である「ラ・マルセイエーズ」。
ダウンを取られるまではあまり攻撃的ではないが、パンチの予備動作がかなり大きいため隙を突きやすい。時折FC版同様に試合中にステップバックして距離を取り、挑発してくる。試合前のムービーでは紅茶を飲みながらフランスパンを食べる描写が見られる（ムービー内では実際に食べているわけでは無く、ただフランスパンを掲げているのみ）。
避けてラッシュを決める・カウンターパンチでスターを獲得するという本作のスタイルはこの時点で散りばめられている。
2周目以降（チャンピオン防衛戦）での再戦においては弱点のアゴを防御するべくヘッドギアを装備しているため、普通にアッパーするだけではヘッドギアで防がれてしまう。試合前のムービーでは医者からヘッドギアを付けるように言われていた。また、攻撃スピードの上昇に加えディレイアッパーも織り交ぜるようになる。
フォン・カイザー（Von Kaiser）
声 - Horst Laxton
ドイツ・ベルリン出身、42歳、23勝13敗10KO。身長183cm、体重65kg。
試合直前でも靴磨きを欠かさない紳士。「ドイツの鋼鉄マシーン」の異名を持ち、試合前のムービーでは子供にボクシングを教えている（ムービー内ではわざと負けている）。テーマ曲は「ワルキューレの騎行」。テーマ曲と合わさり、その雰囲気は紳士というより軍人のそれである。
ジャブを打つ前に体を震わせるクセがあり、ダウンを奪うと素早いアッパーも放つようになるが首を震わせるのは同様。「ドイツの鋼鉄マシーン」の異名にちなんでか、動作の度に機械の音が鳴る。
スターパンチには弱く、気絶している最中にスターパンチを当てると一撃でダウンする。
対戦相手としてはまだ序の口ではあるが、グラス・ジョーと比べると明らかにガードが固く、パンチが早い為、目にみえて手強くなっている。この段階での相手はそれなりのゲーム慣れが必要となる。
2周目以降ではヘアースタイルを角刈りに変え、より軍人に近い風貌となる。試合前のムービーではバリカンで髪を剃っていた。
体を震わせない右ジャブや、アッパーの構えから何もしないフェイントを織り交ぜてくる。加えてダウン復帰直後に全体重をかけて一撃必殺のパンチを放つようになる。
また、気絶している最中のスターパンチは3スターでないと一撃ダウンしないようになっている。
ディスコ・キッド（Disco Kid）
声 - Donny Lucas
アメリカ・ブルックリン出身、20歳、4勝12敗2KO。身長191cm、体重95kg。
新登場キャラクター。ダンサーからボクサーに転向した、ダンスを愛する陽気な黒人青年。パフォーマンスに派手なポーズを取るほか、クセのあるフックが特徴。ダンスの腕前は相当なものらしく、試合前のムービーでは、数多くのトロフィー（踊る人間や音符が装飾されている）を所持している描写がある。
肝心のボクシングの実力は発展途上のようで、ジャブをブロックされると痛がる仕草を見せ、試合中に踊り出したり、決めポーズを取ったりと、何かと自分を格好良く見せたがる目立ちたがり屋が災いし、隙が多い。戦績はカイザーよりも下である。
2周目以降では髪が伸びて小さなアフロヘアーに変化し、リトル・マックに負けたことに落ち込み、街を歩いていたところ、ボクササイズのポスターを見つけ、ボクササイズに通ったことで衣装とパフォーマンスがエアロビクスのようになる。ジャブをブロックされても痛がる仕草が無くなった他、より素早く、トリッキーなパンチを打つようになり、1周目には無かった必殺技として、挑発後にラッシュを叩き込む「ディスコアタック」が追加されている。
キング・ヒッポー（King Hippo）
声 - サウンド加工音声（担当：Scott McFadyen）
南太平洋・ヒッポーアイランド出身、18勝9敗18KO。年齢・身長・体重ともに不明。
マイナーサーキットのチャンピオン。非常に大きな体格で肥満体であるうえ、台詞を喋らずに唸り声のようなものを上げたりと、怪人らしい雰囲気が強くなった。
体格通りの大食いで、試合前のムービーでは食料を一日中食い続けている。
FC版よりガードは甘いがそれでも非常に固く、闇雲にパンチを打っても防がれてダメージを与えられない（場合によってはガードしてそのままカウンターしてくる）。攻撃のチャンスは口を開けて腕を振り上げた時で、ここからカウンター攻撃を狙うことが重要になる。
FC版と同様に、一回ダウンを奪うだけでKO勝ちとなる（その際今作では倒れ際にロープで体重を受け止めきれず、そのままリングから転落してしまう）が、その代わり体力が劇的に増しており、結果として必要なパンチ数は他の選手とあまり変わらない他、基本的にダウンを奪った回数と経過時間で敵の行動が変化する今作において、唯一残り体力で行動パターンが変化する。
特定のタイミングでカウンターを当てると一撃でダウン扱いになるが、この場合2度決めないとKOにはならない（1度目は王冠がどこかへ飛んで行くだけで、本人はロープで体重を受け止めることに成功。体力を回復し、ロープの反動で復帰してくる）。
2周目以降では王冠が大きくなり、腹部を防御するために、マンホールの蓋を3枚のテープで張り付けている。試合前のムービーでは腹部を守るものを探している中、マンホールを見つけたという描写がある。マンホールの蓋によりまともにダメージが与えられないため、まずはマンホールの蓋をはがす必要がある。当然ながら一撃ダウンポイントも大きく変更されている。
ピストン・ホンドー（Piston Hondo）
声 - 高橋研二
日本・東京出身、28歳、26勝1敗18KO。身長188cm、体重78kg。
FC版における「ピストン本田」から名前が変更された（「ホンドー」の漢字表記は明かされていない）。一人称は「拙者」、KO時に「無念…」と言う、試合開始直前に名乗りを上げて礼を行うなど、一際武士道を意識した表現が増えた。出身と声優設定の関係上、彼のみ日本語で喋る。また、挑発の代わりに「礼!」とお辞儀をしたり、殴られると寿司や卵焼きを出す、「さくらさくら」がテーマ曲になっているなど、外国から見た日本のイメージを随所で醸し出している（試合前のムービーでも座禅をしている）。
伝統のラッシュ攻撃（名称は「ホンドーラッシュ」）は健在。スウェーやダッキングでは凌げないためブロックを多用する必要があり、こちらのスタミナはかなり多く設定されている。
この試合から強力な必殺技などを持ち合わせるボクサーが登場し始めるので、「オーソドックスな動きをする対戦相手」としては最初の難関といえる強さを備えている。
戦績とミスター・サンドマンのデモを見ればわかるが、1敗はサンドマンのもので、実は戦績が作中の選手の中で三番目に良い（そんな好戦績にも拘らず、なぜメジャーサーキット3位なのかは不明）。
2周目以降ではグローブとトランクスの色が白に、鉢巻の「一番」の文字が赤から黒に変わる。ムービーでは真剣白羽取り、新幹線と競争など真面目に特訓をしている一方で、寿司の大食いに挑戦したり、休憩としてお茶を飲みながら束の間の一時を過ごすなど、別の一面も描かれている。また、試合開始直前には座禅の状態から居合切りの如く、残像が見えるほどの高速のラッシュを行う。
ジャブにカウンターしようとすると素早くかわして反撃を行う、アッパーの予備動作中にステップを踏んで向きを変える、ホンドーラッシュは眉毛を動かすだけのフェイントも混ぜるなど、よりテクニカルな動きで翻弄してくる。
ベア・ハッガー（Bear Hugger）
声 - Richard Newman
カナダ・ブリティッシュコロンビア州サーモンアーム出身、32歳、17勝12敗10KO。身長191cm、体重199kg。
『スーパーパンチアウト!!』から登場のキャラクター。キング・ヒッポー並みの巨体やヒゲ面、鮭やハチミツを好むなど、まさに熊そのものといった選手（試合前のムービーでは野生の熊とトレーニングしている）。髭の色がAC版、SFC版の黒から薄い茶色に変更されている。試合中にしばしばマックをおちょくるような態度を見せて挑発する。得意技は名前そのままベアハッグで、およそ2発でマックをダウンさせる威力がある。
パンチは大振りだが体力が多く、通常のラッシュでは体力を削りにくい。一転してスターパンチには弱く、スター1つでも大ダメージを与えられる。
2周目以降では頭にニット帽を被っており、その中にはボクシンググローブを付けたリスがいる。試合前のムービー中で途中からその存在は確認できるが、いつリスと仲良くなったのかは不明。ベアハッグなど各種攻撃にフェイント・ディレイをかけてくる他、普通のパンチだけではラッシュが2回しか掛けられず、スターパンチを気絶中に当てることでようやく長いラッシュが掛けられるようになる。
グレート・タイガー（Great Tiger）
声 - Sumit Seru
インド・ムンバイ出身、29歳、24勝5敗3KO。身長181cm、体重59kg。
奇術師らしさがFC版よりも強調され、リングに上がる際に空中浮遊や瞬間移動を使用する。分身攻撃は左右から幻影と連続攻撃を放つようになった。その為、ムービーでも宮殿の中から空中浮遊しながら登場している。
ラッシュを掛けられる回数が全体的に少なく、パンチの頻度も低いため体力を削りにくい。ダウンを取るとカウンターが不可能なジャブも繰り出すようになり、確実な攻撃が求められる。
2周目以降ではグローブと虎柄のトランクスが白くなり、額の宝石の色によって4種の攻撃を打ち分けるほか、色を利用した予備動作なしの連続パンチも習得。さらに分身攻撃が「スーパーマジックアタック」となり、FC版を思わせるようなリング奥から孤を描く複数回攻撃に変化する。
ドン・フラメンコ（Don Flamenco）
声 - Juan Amador Pulido
スペイン・マドリード出身、23歳、22勝3敗9KO。身長186cm、体重68kg。
メジャーサーキットのチャンピオン。所々キザな性格が垣間見える。ムービーでは闘牛を吹っ飛ばすほどのアッパーを繰り出しており、女性からの人気も高いようである。テーマ曲は「カルメン」。
FC版と同様に、挑発でマックのパンチを誘い、カウンターを行うことを主軸としたスタイルがメインになり、必殺技はフラメンコの様に手を叩いてからの3連続右フックを放つ「ローズアタック」。
髪型が大きく変わったが、FC版と同様カツラである。ある程度攻撃を受けていると、頭を反らしたことで後ろに飛んで行ってしまう。カツラを飛ばされると激怒し、今までの受け身中心のファイトスタイルから一変して、暴れ牛の如く攻撃的なスタイルになる。この状態はラウンド終了かマックをダウンさせるまで続く。
2周目以降では色調が黒になる（持参している薔薇も黒くなる）。ムービーでは自分を倒したマックに強い恨みを持つようになり、彼のポスターを滅茶苦茶に破った後、リベンジをするために特訓に励んでいる。新たに裏拳を使うほか、カウンターが時折連続攻撃に派生する。「ローズアタック」は左右のフックを打ち分けるようになり、ダウンを取るたびに攻撃回数が増える（最大5回）。今度は激怒するとラウンド終了まで攻撃的なスタイルは収まらない。
2周目以降のフラメンコに敗北すると、フラメンコの持つ黒いバラは恨みを晴らしたためか1周目の赤いバラに戻る。
アラン・ライアン（Aran Ryan）
声 - Stephen Webster
アイルランド・ダブリン出身、23歳、18勝10敗16KO。身長186cm、体重72kg。
SFC版『スーパーパンチアウト!!』から登場のキャラクター。同作品初登場で本作に登場した選手の中では、彼のみキャラクターイメージや戦法が別人のように変化し、かなり凶悪な面構えとなり、勝つためならグローブに蹄鉄を仕込む・反則技のヘッドバットを行うようなラフプレーも辞さない卑劣な悪役ボクサーに変貌した。そのうえ試合前のムービーでは訓練生の脇腹を羽根で擽ってトレーニングを妨害し、さらにマックのポスターに筆で落書きをするなどイタズラも多く行っている。当然観客からの評判は最悪で、ブーイングが飛び交っている。
フットワークは全選手中最高クラスでかなり機敏に動き回り、定位置（リトル・マックの正面）にいないことが多く、ほとんど左右どちらかの隅にいる。今までの選手と違いパンチ後の隙を突いてパンチを食らわせると、パンチの威力を利用し、わざと左右に大袈裟に吹っ飛んで逃げる。そのためラッシュに持ち込むことができず、カウンターパンチのみでしか大ダメージが与えられない。
数字の7に何かと関連付けられており、こちらのスタミナが全試合中最小の7、ダウンした際必ず7カウントで立ち上がる、ラッシュは7発までと統一されている。
2周目では、1周目で使用していた紫色のグローブの指先が破けたため、緑色のグローブに新調している。ロープに上らずに頭突きをしたり、肘でエルボー、破けてしまった青色のグローブをゴミ箱から拾った縄で結びつけ、それをカウボーイのロープの如く振り回すなど、反則技がさらに多くなっている。インターバルでは客席から物を投げられるなど、観客のブーイングもいっそう激しくなっており、ルイスでさえも驚愕している。
ラッシュ中に急にカウンターアッパーを出す、こちらのカウンターパンチ後に派生攻撃を行うなどよりトリッキーになった。
ダウンすると一週目では反撃しようとして空振りしそのまま倒れていたが、二週目では倒れながら縄付きグローブで道連れを狙ってくる。最後の一撃が頭部か腹部かによって縄付きグローブの軌道が縦か横に変化するため、それに合わせてスウェーやダッキングで避けるか、カウンターで迎撃しなければならない。
ソーダ・ポピンスキー（Soda Popinski）
声 - Ihor Mota
ロシア・モスクワ出身、35歳、33勝2敗24KO。身長199cm、体重107kg。
試合中にもソーダを飲もうとするほどの無類のソーダ好きで、飲まれると体力を回復されてしまう。その為、試合前のムービーでは雪の中でソーダを運び、ソーダを飲みながらスピードバッグを打ち、気が付けばソーダの空ボトルで足の踏み場が無くなっている。テーマ曲はロシア民謡の「ヴォルガの舟唄」で、唯一ボーカルが入っている。
パンチの種類は少ないがスピードが速く、フックとアッパーを素早く見分けて回避しなければならない。一度ダウンを取ると通常のフックとは回避方向が逆のステップフックも織り交ぜるようになり、よりパターンの把握が重要になる。
ダウンから起き上がったり、ソーダを飲むのを邪魔されたり、スターパンチを喰らった直後は必ず連続アッパーを繰り出してくる。殴られるとソーダのブクブク音と泡が出る。
2周目以降ではグローブとパンツの色が紫になる。研究によりソーダの性能が向上してあり（ムービーでもトラックを、結び付けた鎖を歯で噛んで引っ張れるようになっている）、ソーダを飲む度に攻撃スピードが段々速くなっていく。ポピンスキー自身もラッシュをかけにくい体質と化しているが、ドックのアドバイスにそれを打ち破るヒントが隠されている。
ボールド・ブル（Bald Bull）
声 - Erse Yagan
トルコ・イスタンブール出身、36歳（日本語版公式サイトでは年齢の記述が無い）、34勝4敗29KO。身長188cm、体重135kg。
猪突猛進な性格。試合前のムービーではあまりにしつこいパパラッチに憤慨し、遂には冷静さを失ってモスクから追い出すシーンがある。試合開始直前でもコーナーに頭突きをしたり、自分の頭を殴っているなど、非常に凶暴な一面を見せている。
伝統である一撃必殺攻撃「ブルチャージ」は健在。蒸気機関車のごとく鼻から湯気を噴き、身体を真っ赤にして突進してアッパーを放つ技になっており、これを2〜3回ほどか繰り返す。
手元で拳を回してからのストレートや頭を振ってからのアッパーなど素早いが特徴的なパンチが目立つ。ボディブローには弱くジャブより少し多くのダメージを与えられるが、そこでラッシュが終わってしまう。
2周目以降ではトランクスが深紅に変わり、ムービーでは特訓で正面から猛牛に突き飛ばされても倒れず、堪えられるようになっている。FC版の2回戦同様通常のパンチではダウンせず、即座に体力を回復して立て直してしまうため、ダウンさせるにはスターパンチでトドメを刺す必要がある。
ブルチャージもスピードに磨きをかけており回避が難しい上、FC版と違い、カウンターを狙う場合もスターパンチでないと同様に体力が必ず残る。
スーパー・マッチョマン（Super Machoman）
声 - Mike Inglehart
アメリカ・ハリウッド出身、27歳、35勝1敗29KO。身長194cm、体重109kg。
デザイン面でかなり大きなアレンジがされている。財力で人気を得ており、本人もスター気取りである。ムービーでは浜辺で女性の目の前でトレーニングに励み、金でアクセサリーを買うシーンが見られる。身体を日焼けさせ、銀髪（これはアーケード版『スーパーパンチアウト』のデザインがモデル）に金の装飾を身に付け、サングラスを愛用。歯の一部は金歯である。ボディビル演出が多く、試合前の大胸筋を動かすパフォーマンスの他に、試合中もポージングを行う。
全試合の2/3以上をKOで勝利、敗北はサンドマン戦の1回のみなど、ワールドサーキットに出場できるだけの実力はあるが、人気の理由が財力のみのためか評判は良くないようで、観客からはブーイングされている（マッチョマン本人はさほど気にしてはいない）。
シリーズ通しての必殺技である回転パンチは、本作では回転ラリアットということになっている。さらに強力な3連続ラリアットもあり、この攻撃の際にはサングラスを付けた後に派手なアクションと共にフラッシュが焚かれるという演出が入る。
2周目以降では人気をすっかりマックに取られて憤慨し、リベンジのために特訓に励む場面が描かれている。しかし、スポットライトからも避けられ、観客からはさらにブーイングを浴び、インターバルにはトマトなどの物を投げつけられるなど、散々な扱いを受けている。パンツの色が青になっているほかに、ポージングの種類が増え、新技として大振りのビッグアッパーカットを繰り出してくる。また、必殺の3連続ラリアットはフラッシュやサングラスがなくなって動作が素早くなるうえに、FC版同様で一撃で即ダウンとなる。
なお、KO敗北時には再びスポットライトで照らされるようになり、満足そうにポージングを行っている。
ミスター・サンドマン（Mr. Sandman）
声 - Riley Inge
アメリカ・フィラデルフィア出身、31歳、31勝0敗31KO。身長196cm、体重128kg。
FC版ではスーパー・マッチョマンよりも先に登場する相手だったが、今回はAC版と同じく、ワールドサーキットのチャンピオンとなっており、さらに今までマックが倒してきた選手全員からKOを奪ってきたという設定が追加されている。入場シーン、テーマ曲のメタル調アレンジなど、キャラクターイメージが全体的に威厳のあるものになっており、1,2周目ともに最後の対戦相手としてマックの前に立ちはだかる。
眠りをもたらす同名の妖精に因み、彼にとって相手を倒すことは「寝かしつける」ことであり、必殺技の3連続アッパーにも「ドリームランドエクスプレス」という象徴的な名前を与えられている。試合前のムービーで最後に倒されたスーパー・マッチョマンが｢Z｣を出して寝ている（倒れている）ほか、自らも殴られると「Z」を出し、ダウンする際にもベッドメリーのようなオルゴール音がわずかに流れる。
全体的な能力、特にパンチの速さが突出しており、さらにフェイントを巧みに使い分けて翻弄するなど、世界チャンピオンに相応しい実力を誇る。
2周目以降では髪型がモヒカンのようになり（髪の生えている部分が上から見ると「Z」の字を模したような形になっている）、見た目とファイトスタイル・攻撃スピードがFC版のマイク・タイソンを思わせるものに強化。片目でウィンクをした後には「ドリームランドエクスプレス」を上回る超高速のアッパーカットを放つ。1ラウンド中2ダウンまで追い詰めると、この超高速アッパーでラッシュをかけてくる。
チャンピオンの座を奪われたことには相当憤慨しており、試合前のムービーではマックのポスターを見るなり激昂し、ポスターを貼られた建物ごとパンチで粉砕する場面が見られる。
ドンキーコング（DK）
声 - 長嶝高士
出身・年齢・身長・体重、戦績の全てが不明。『マリオシリーズ』および『ドンキーコングシリーズ』から特別出演のキャラクター。
チャンピオン防衛戦以降に行う、ラストスタンド編またはエキシビジョンで対戦できる、Wii版における真のチャンピオン。戦闘スタイルはドン・フラメンコに似た受け身中心のスタイルだが、プレイヤーの行動で攻撃パターンが変化する特徴を持つ。
数種類の挑発アクションでこちらの攻撃を誘い、トリッキーな動きで同時パンチや連続パンチなど強力なカウンター攻撃を次々と繰り出すが、その一方で顔に自身のネクタイが張り付いて慌てる演出など、原作同様にとてもコミカルである。

### Doc Louis's Punch-Out!!
『Doc Louis's Punch-Out!!』は、北米におけるクラブニンテンドーの2009年度プラチナ会員特典として配布されたWiiウェア用の非売品ソフト。
タイトルのとおりドッグ・ルイスがメインの作品で、セコンドであるルイスと戦うことができる。通常のWii版と基本システムは同様である。だが、ドッグ・ルイス関連の内容のみのため、モード数は大幅に減少している。

## 続編
スーパーパンチアウト!!（1985年）
アーケード版の正当続編。
スーパーパンチアウト!!（1994年）
海外で発売したスーパーファミコン用ソフト。日本では1998年のニンテンドウパワーの書き換え専用ソフトとして発売。

## 関連作品
ゲーム&ウオッチ版
1984年7月31日にマイクロVSシステムで発売された作品。元々のタイトル名は「ボクシング」であったが後期発売分では「パンチアウト!!」に変更された。
Arm Wrestling（1985年）
日本国外でのみリリースされたアームレスリングゲームであり、番外編に位置する作品。本作のボールド・ブルがゲスト出演している（ただし覆面を被っており、「Mask-X」という名前で登場している）他、本作のサウンドが一部取り入れられている。
さわるメイドインワリオ
プチゲーム「ファミコン コントローラ2」で本作にそっくりな架空のボクシングゲームの画面が登場する。
おどる メイド イン ワリオ
プチゲーム「パンチアウト」が登場。Wiiリモコンを上下させてレフリー（マリオ）のカウントをとる動作をするという内容である。また、ボクシングが題材のボスゲーム「ダブルパンチ」では対戦相手が本作の敵選手を意識したデザインとなっている。
キャプテン★レインボー
リトルマックが登場している。特定のイベント後には原作を意識した演出が多数なされたリトルマックとのボクシングミニゲームをすることもできる。なお、模擬戦におけるリトルマックの必殺技はスターアッパーではなく、スーパー・マッチョマンの攻撃を髣髴とさせるスピンパンチとなっている。元世界チャンピオンという設定は同じだが、大幅に太って別人のような姿になってしまった。
スーパーマリオメーカー
操作キャラクターを変更できるシステム「キャラマリオ」の一種としてリトル・マックが登場する。
ルイージマンション3
舞台となるホテル「ラストリゾート」の8階「スタジオフロア」の一室で、リトル・マック、ドック・ルイス、ミスター・サンドマンの3人が描かれたポスターが飾られている。
なお、この作品の開発はWii版『PUNCH-OUT!!』の開発元でもあるNext Level Gamesが手掛けている。

### 大乱闘スマッシュブラザーズシリーズ

#### 大乱闘スマッシュブラザーズX
本作の主人公リトルマックが『X』ではアイテム「アシストフィギュア」で出現するお助けキャラの一体として登場している。担当声優は日本版、日本国外版共通で江川央生。小さいが本作同様ワン・ツー攻撃が素早く、アッパーカットも強力。グラフィック、顔つきなどは3D化に伴い、FC版から大幅にリニューアルされている。また、BGM「ファミコンメドレー」では本作の訓練ムービーのBGMが一部組み込まれている。

#### 大乱闘スマッシュブラザーズ for Nintendo 3DS / Wii U
2014年2月14日に『大乱闘スマッシュブラザーズ for Nintendo 3DS / Wii U』の公式HPにおいて主人公・リトルマックが発売前に参戦が発表された。担当声優は鳥海浩輔。ボクサーの性能通りの拳だけで戦う。身体が小さい設定が強調され、設定上リトルマックより背が低いはずのシュルクより小さい（シュルク自身が設定より長身に描写されているのもある）。
無類の地上戦特化ファイターとして設定されており、地上に立っている間はパワー・スピード共にかなり優れた性能を持つ。一部攻撃には相手の攻撃のダメージを受けても怯まずそのまま攻撃する特性があるなど、地上攻撃は総じて強力な性能を持ち、本来動きが鈍重な重量級ファイターにも匹敵する威力を有する。さらに固有能力としてアーケード版準拠の「KOゲージ」を持っており、相手の攻撃を受けたりダメージを与えることでゲージが溜まっていく。このゲージがMAXになってから一定時間中は通常必殺ワザが「KOアッパーカット」に変化し、最後の切りふだに匹敵する文字通り必殺の攻撃を繰り出せる。
反面、空中戦は非常に苦手であり、崖の外の空中から地上に復帰する能力も低く、相手の攻撃でふっとばされやすくもある。全ての空中通常攻撃が総じて攻撃力が低いのみならず隙も大きい他、名前の頭に「苦手○○」という名称まで付けられている。そのため、相手の攻撃で足場外に飛ばされたらそれだけで致命傷になる可能性が非常に高い。日本語版参戦PVでもドック・ルイスがマックの空中性能の悪さについてしゃべっている。
このことから、両極端な性能であると桜井政博は語っている。
最後の切りふだにより、Wii版『パンチアウト!!』の「ギガ・マック」に変身することが可能。
キャラクターのカラーバリエーションにジャージ姿や『スーパーパンチアウト』版がある他、今作では通常のモデルと「ワイヤーフレーム」版の両モデルが存在し、両モデルにそれぞれ同じ衣装のカラーが8種類ずつ用意されているため、参戦キャラクター最多の16種類のカラーが存在する。
セコンドのドック・ルイスも演出で登場。日本国外版ではWii版と同一の声優が担当しているが、日本語版では新たに小山剛志による日本語音声が当てられている。アピールの際にマックに声援を送ったり、勝利時にも姿を見せる。
フィギュアにはリトル・マック、ドック・ルイスのほか、Wii版のグラス・ジョー、ボールド・ブル、ミスター・サンドマンが登場している。今回の参戦で『週刊ファミ通』においてファイターの原作である、ファミコン版『パンチアウト!!』が紹介された。
オンライン対戦では、リトル・マックの勝率が著しく低いことが明らかにされており、桜井は「このキャラクターが強い」と思ったプレイヤーたちが挙って使い、返り討ちにあった結果と語っている。
『大乱闘スマッシュブラザーズシリーズ』のリトル・マックのamiiboが発売されている。